# The Siberian Times
The Siberian Times és un diari digital en anglès fundat a Londres el 2012. Segons la seva fundadora, Svetlana Skarbo, nascuda a Novossibirsk (Rússia), l'objectiu era contrarestar els estereotips negatius sobre Sibèria, que s'han qualificat de «negatius i desfasats». Abans d'establir-se a la capital britànica, Skarbo havia treballat per a l'oficina russa del Daily Express durant diversos anys. Els antics empleats d'East2West Limited han donat explicacions dient que la idea del diari va ser formulada per Will Stewart, un periodista britànic que sovint la cita com a font als seus articles.
Les històries de diari digital estan captant cada cop més l'atenció dels mitjans occidentals. Una d'aquestes històries és un article sobre cucs siberians congelats que es reanimen després de descongelar-se del permafrost. La història també va ser informada pel lloc web de la revista Smithsonian, tot i que la revista científica Doklady Biological Sciences va fer una afirmació separada. Altres històries de The Siberian Times han estat recollides per Radio Free Europe/Radio Liberty, The Daily Telegraph, The Independent i Business Insider.
Encara es desconeix el seu estil literari com a font de notícies. Malgrat que les notícies de The Siberian Times són recollides cada cop més sovint pels mitjans occidentals, per exemple sobre arqueologia, incendis forestals i canvi climàtic a Sibèria, els crítics creuen que s'ha de dubtar de la veracitat de les notícies del diari. Segons el diari digital Mashable, les seves històries són «presumptament reals amb una mica d'hipèrbole/ficció de fanàtics siberians». Doubtful News també es va referir al lloc web com «una font no fiable de notícies».